# هوسینتس (ناحیه پراخاتیتسه)
هوسینتس (به چکی: Husinec) یک منطقهٔ مسکونی و شهرستان دارای شهرک سابقاً روستا در جمهوری چک است که در ناحیه پراخاتیتسه واقع شده‌است. هوسینتس ۱٬۴۱۱ نفر جمعیت دارد.